# Diocese de Jesi
A Diocese de Jesi (em latim: Dioecesis Aesina) é uma diocese latina da Igreja Católica situada em Jesi nas Marcas, Itália. É sufragânea da Arquidiocese de Ancona-Osimo.
A diocese de Jesi é um bispado da Santa Igreja Católica Apostólica Romana dependente da arquidiocese de Ancona-Osimo e integrante da região eclesiástica das Marcas. O território diocesano restringe-se à cidade de Jesi e é constituído de 41 paróquias. A população de Católicos é de 97,7%.

## História
Segundo a tradição a Igreja de Jesi (Iesi, Ancona) teve início ao raiar do século IV embora os achados arqueológicos mais antigos reportem aos séculos VI-VII. São muito escassas as notícias sobre a diocese e seus bispos até aproximadamente o ano 1000. O bispo de Jesi foi senhor feudal da cidade até o final do século XIII. Uma nova catedral foi construída de 1218-1238. O imperador Frederico II do Sacro Império Romano Germânico nasceu em Jesi em 1194. Após a perda do poder feudal, os bispos de Jesi limitaram-se a apaziguar os ânimos entre as diversas facções que disputavam o poder na cidade. O concílio Tridentino e suas resoluções foram aplicadas de modo admirável em Jesi e no século XVIII a diocese teve renovada a sua estrutura sacra notadamente com a nova catedral. A revolução Francesa destruiu muito do conquistado em séculos anteriores além de exilar o bispo de Jesi para Milão. Após este período nefasto a diocese voltou a recobrar seus pertences e sua ação pastoral junto aos habitantes de Jesi. Porém o movimento ressurgimento de Itália foi adversário duro e difícil contra os bispos de Jesi. Atualmente os grandes desafios são os conflitos sociais e a escassez de vocações religiosas.